# Taiten Kusunoki
Taiten Kusunoki (楠 大典 Kusunoki Taiten?), tiene por nombre de nacimiento Daisuke Fukuda (福田 大典 Fukuda Daisuke?) es un seiyu y actor japonés, nacido en Machida, Tokio, Japón, el 18 de marzo de 1967. El actualmente está firmado con Miki Productions.

## Roles

### Anime
Los papeles principales están en negrita:

#### 1995
- Lupin III: The Pursuit of Harimao's Treasure como Harimao

#### 1996
- Kochira Katsushika-ku Kamearikouen-mae Hashutsujo como Electrode Spark

#### 1999
- Lupin III: The Columbus Files como el padre de Rosalia
- Weekly Story Land como Robbery / Prisionero
- Bikkuriman 2000 como Bag Y Yaa, Chiensou

#### 2000
- Doki Doki Densetsu Mahoujin Guru Guru como Sly
- Transformers: Robots in Disguise como Black Convoy

#### 2001
- Banner of the Stars II como Dokufu

#### 2002
- Tokyo Underground como Heat
- Whistle! como Sayuju Matsushita
- Shin Megami Tensei Devil Children: Light & Dark como Azrael

#### 2003
- The Prince of Tennis como Gen'ichirou Sanada
- Naruto como Gantetsu, Ibiki Morino
- Transformers: Armada como el padre de Rad
- Tank Knights Portriss como Golda
- PoPoLoCrois como Gaude
- Gunslinger Girl como Marcello

#### 2004
- SD Gundam Force como Epyon, Evil Warrior
- Shura no Toki: Age of Chaos como Hijikata Toshizou, Kuki Kazuma, Sanada Yukimura
- Yu-Gi-Oh! Duel Monster GX como Don Zaloog
- Mobile Suit Gundam Seed Destiny como Alliance soldier(ep 2), Assistant General(ep 34), Atlantic Alliance President(eps 6, 9), Car leader(ep 18), Herbert von Reinhardt, Logos(ep 5), Madd Aves, Mine Guard(ep 31), Orb Soldier(eps 28, 30), President Joseph Copeland, Shinn's, Father(eps 1, 8)
- Meine Liebe como Headmaster

#### 2005
- Xenosaga: The Animation como Margulis
- Transformers: Cybertron como Galaxy Convoy
- Eyeshield 21 como Mamoru Banba, Onihei Yamamoto
- Idaten Jump como Capitán

#### 2006
- Bleach como Edorad Leones, Zommari Leroux
- Ginyuu Mokushiroku Meine Liebe wieder como Headmaster
- Ergo Proxy como Al
- Digimon Data Squad como Retarou Satsuma
- Kiba como Tasker
- Black Lagoon como Boris
- Demashitaa! Powerpuff Girls Z como Profesor Utonium Kitazawa
- Black Lagoon: The Second Barrage como Boris
- Souten no Ken como Charles de Guise
- Venus to Mamoru como Soshi Kikukawa

#### 2007
- 'Naruto Shippuden como Ibiki Morino
- Darker than Black como Lebanon
- Moribito: Guardian of the Spirit como Casual Kimono
- Zero no Tsukaima: Futatsuki no Kishi como Mennovil
- Shigurui: Death Frenzy como Hyouma Funaki
- Baccano! como Elean Douger
- Lupin III: the Last Job como el padre de Takaya
- Kaiji como Espoir Blacksuit
- Dragonaut The Resonance como Kō Yonamine
- MapleStory como Gallus
- Hatarakids My Ham Gumi como Daiki

#### 2008
- Zenryoku Usagi como Presidente
- Yu-Gi-Oh! 5D's como Jin Himuro/Bolt Tanner
- Neo Angelique Abyss como Mathias
- Golgo 13 como el hermano pequeño de Sabine
- Battle Spirits: Shōnen Toppa Bashin como Kyuusaku Kujō/Número Nueve
- One Outs como Dennis Johnson
- Stitch! como Tachitchu

#### 2009
- Sgt. Frog como Trunks/Boxers
- The Beast Player Erin como Taikou
- Lupin III vs. Detective Conan como Kyle
- Phantom: Requiem for the Phantom como Tony Stone
- Dragon Ball Z Kai como Nail
- Darker than Black: Gemini of the Meteor como Lebanon
- Welcome to Irabu's Office como Drama Stage Director
- One Piece como Urouge

#### 2010
- Battle Spirits: Shōnen Gekiha Dan como Heliostom
- Heartcatch Precure! como Profesor Sabaaku
- Giant Killing como Yotaro Natsuki
- Beyblade: Metal Masters como Argo Gracy
- Squid Girl como el padre de Yūta

#### 2011
- Tiger & Bunny como Antonio Lopez/Rock Bison
- Beyblade: Metal Fury como Argo Gracy
- Nura: Rise of the Yokai Clan: Demon Capital como Gashadokuro
- Battle Spirits: Heroes como Mahiru Hinobori
- Kyōkai Senjō no Horizon como Tadatsugu Sakai

#### 2012
- Sket Dance como Yabuta
- The Prince of Tennis II como Gen'ichirō Sanada
- Gon como Sword
- Zetman como Black Suit B
- Kingdom como Mou Bu
- Chōyaku Hyakunin Isshu: Uta Koi como Fujiwara no Michitaka
- Kyōkai Senjō no Horizon II como Tadatsugu Sakai
- Code:Breaker como Baba

#### 2013
- The Unlimited: Hyōbu Kyōsuke como Allen Walsh
- Beast Saga como Liogre
- Kingdom 2 como Mou Bu
- Hunter × Hunter (Deluxe) como Morel Mackernasey
- Love Lab como Masanobu Maki
- Yowamushi Pedal como Scary People
- Galilei Donna como Roberto Materrazzi
- Lupin III: Princess of the breeze como Koshare

#### 2014
- Baby Steps como Entrenador Yusaku Miura
- Gonna be the Twin-Tail!! como Flea Guildy
- A Good Librarian Like a Good Shepherd como Nanai

#### 2015
- Assassination Classroom como Red Eye
- Transformers: Robots in Disguise como Optimus Prime
- Baby Steps Season 2 como el entrenador Yusaku Miura
- The Heroic Legend of Arslan como Bahadur
- Plastic Memories como Mikijiro Tetsuguro
- Yatterman Night como soldado de Yatter

#### 2016
- Drifters como Black King

#### 2019
- Tate no Yūsha no Nariagari como Mald

#### 2022
- Tate no Yūsha no Nariagari Season 2 como Mald

### OVAs
- Final Fantasy VII Advent Children (Rude)
- Transformers 2007 (Jazz)
- Lupin the 3rd vs Detective Conan (Kyle)
- Tokumei Sentai Go-Busters the Movie: Protect the Tokyo Enetower! (Steamloid)

### Películas
- The Empire of Corpses (2015) – Frederick Gustavus Burnaby

### Drama CDs
- 7 Seeds (Tosei Yanagi)
- Abazure (Ichirou Souryuu)
- Mainichi Seiten! primera serie (Taiga Obinata)
- Mainichi Seiten! segunda serie: Kodomo wa Tomaranai (Taiga Obinata)
- Second Serenade
- Usagigari (Touyama)

### Videojuegos
- Ape Escape (series): The Pipotron Brothers, Pipotron Creater, Pipotron G, Pipotron Kuratsuku, y Pipotron Meta
- Call of Duty: Modern Warfare 3 (Truck)
- Crysis (Nomad)
- Dynasty Warriors 8 (Lu Su)
- Hyrule Warriors (Ganondorf)
- Infinite Undiscovery (Balbagan)
- Neo Angelique Abyss (Mathias)
- Sonic the Hedgehog series (E-123 Omega)
- Valkyrie Profile 2: Silmeria (Gabriel Celesta)
- Vampire Hunter D (video game) (Machira)
- Guardian Tales (Marvin)

### Doblajes

#### Acción real
- Dwayne Johnson
  - Walking Tall - Christopher "Chris" Vaughn, Jr.
  - The Game Plan - Joe Kingman
  - Get Smart - Agent 23
  - La montaña embrujada - Jack Bruno
  - Faster - James Cullen
  - Tooth Fairy - Derek Thompson
  - G.I. Joe: Retaliation - Roadblock
  - Snitch - John Matthews
  - Hercules - Hercules
- Tyrese Gibson
  - 2 Fast 2 Furious - Roman Pearce
  - El vuelo del Fénix - A.J.
  - Four Brothers - Angel Mercer
  - Annapolis - Midshipman 1st Class Matthew Cole
  - The Take - Adell Baldwin
- Vin Diesel
  - A Man Apart - DEA Agent Sean Vetter
  - Fast & Furious - Dominic Toretto
  - Fast Five - Dominic Toretto
  - Fast & Furious 6 - Dominic Toretto
  - Furious 7 - Dominic Toretto
- Adewale Akinnuoye-Agbaje
  - Lost - Mr. Eko
  - Annie - Nash
  - Pompeii - Atticus
- Jamie Foxx
  - Shade - Larry Jennings
  - Due Date - Darryl Johnson
  - Django Unchained - Django Freeman
- 28 Days Later - Mark (Noah Huntley)
- The Bourne Identity - The Professor (Clive Owen)
- Broken City - Carl Fairbanks (Jeffrey Wright)
- The Dark Knight - Gambol (Michael Jai White)
- Focus - Nicky Spurgeon (Will Smith)
- The Godfather (2008 Blu-ray and DVD editions) - Virgil Sollozzo (Al Lettieri)
- King Kong - Benjamin "Ben" Hayes (Evan Parke)
- Minority Report - Danny Witwer (Colin Farrell)
- Paycheck (2008 TV Asahi edition) - Michael Jennings (Ben Affleck)
- Prometheus - Janek (Idris Elba)
- Rachel Getting Married - Sidney (Tunde Adebimpe)
- Santa's Slay - Santa (Bill Goldberg)
- X-Men: días del futuro pasado - Lucas Bishop (Omar Sy)
- XXX - Kolya (Petr Jákl)

#### Animados
- Bionicle: Mask of Light - Tahu
- Gargoyles - Goliath
- GI Joe Extreme - Teniente Stone
- Liga de la justicia - John Stewart/Green Lantern
- Liga de la Justicia Ilimitada - John Stewart/Green Lantern
- Open Season - Ian
- Open Season 2 - Ian
- Power Rangers Lightspeed Rescue - Diabólico
- Spider-Man - Doctor Curt Connors/The Lizard, Shocker, otros
- Spider-Man and His Amazing Friends - Shocker
- Star Wars: The Clone Wars - Dengar
- Static Shock - John Stewart/Green Lantern
- Surf's Up - Tank "The Shredder" Evans
- Superman: la serie animada - Sargento Corey Mills
- Tinker Bell and the Pirate Fairy - Yang
- Transformers Adventure - Optimus Prime
- Wreck-It Ralph - M. Bison